# Argja Bóltfelag
El Argja Bóltfelag es un club de fútbol de la ciudad de Argir, Islas Feroe. El equipo disputa sus partidos como local en el Argir Stadium y juega en la Primera División de las Islas Feroe, la mayor categoría del fútbol feroés.

## Palmarés
- 1. deild: 1

2017
- 2. deild: 1

2002

## Entrenadores
- Jóannes Jakobsen (2005)
- Allan Mørkøre (2008–10)
- Sámal Erik Hentze (1 de agosto de 2010 – 31 de diciembre de 2013)
- Bill McLeod Jacobsen (1 de enero de 2014 – 16 de abril de 2014)
- Oddbjörn Joensen (17 de abril de 2014 – ?)
- Trygvi Mortensen (? – ?)
- Kári Reynheim (? – )